# Коновалово (Макушинський округ)
Конова́лово (рос. Коновалово) — село у складі Макушинського округу Курганської області, Росія. 
Населення — 711 осіб (2010, 849 у 2002).
Національний склад станом на 2002 рік:
- росіяни — 94 %